# Округ Грант (Јужна Дакота)
Округ Грант (енгл. Grant County) је округ у америчкој савезној држави Јужна Дакота.

## Демографија
По попису из 2010. године број становника је 7.356, што је 491 (-6,3%) становника мање него 2000. године.
| Група             | 2000.         | 2010.         |
| Белци             | 7.729 (98,5%) | 7.072 (96,1%) |
| Афроамериканци    | 1 (0,0%)      | 10 (0,1%)     |
| Азијати           | 18 (0,2%)     | 21 (0,3%)     |
| Хиспаноамериканци | 43 (0,5%)     | 168 (2,3%)    |
| Укупно            | 7.847         | 7.356         |